# Alte Synagoge Lörrach

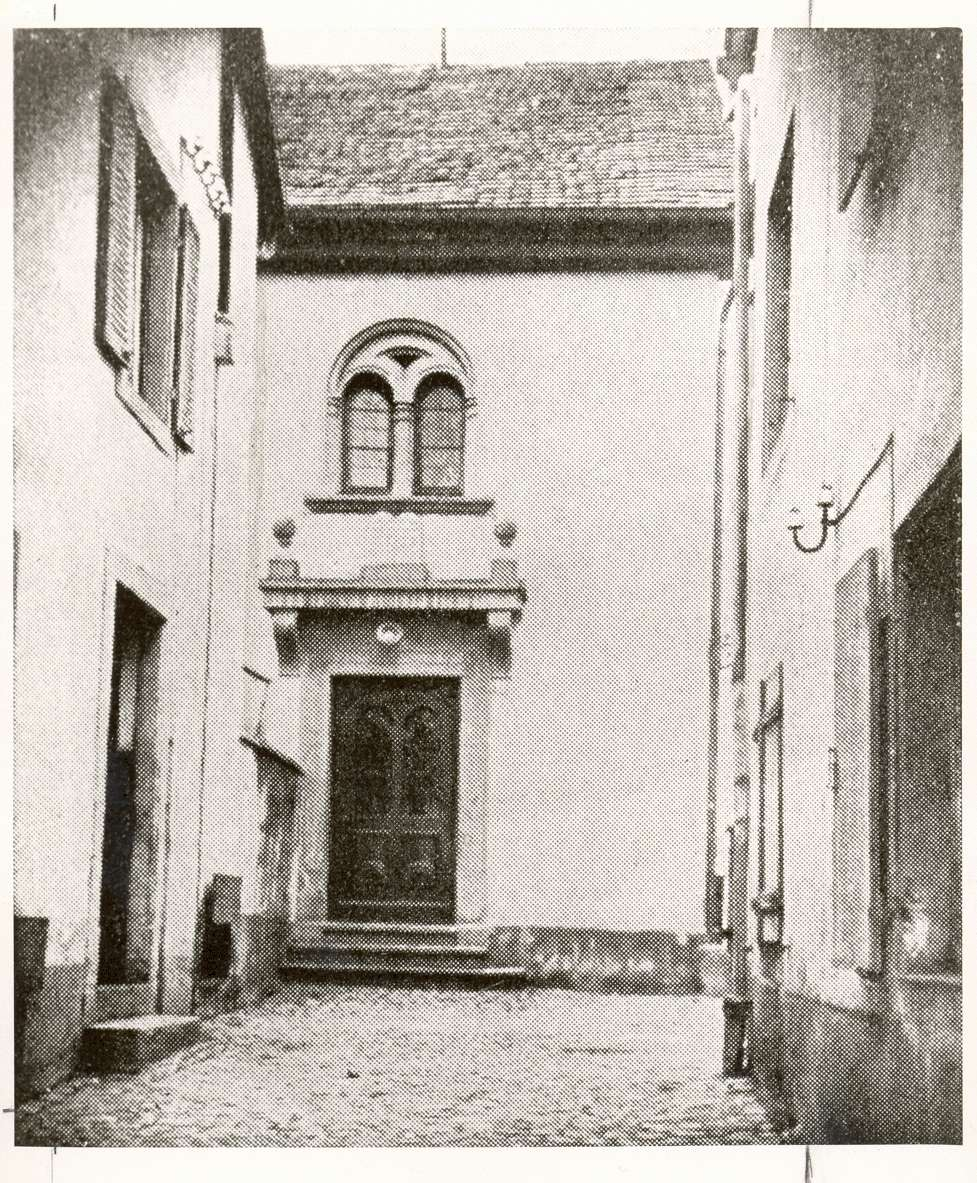
Alte Synagoge Lörrach (1927), Foto beim Landesarchiv Baden-Württemberg

Die Alte Synagoge Lörrach war von 1808 bis 1938 das religiöse Zentrum der Lörracher jüdischen Gemeinde.

## Geschichte

### Vorgeschichte
Die Gottesdienste der jüdischen Gemeinde wurden im 17. und 18. Jahrhundert noch in Privatwohnungen abgehalten, bevor eine Wohnung eigens als Betsaal angemietet wurde. Von 1797 bis 1808 befand sich dieser Betsaal in der Wallbrunnstraße.

### Planung und Bau
Bereits 1801 begannen die Planungen für den Bau einer Synagoge mit der Suche nach einem passenden Grundstück. Hierbei und bei der Finanzierung ergaben sich erhebliche Verzögerungen, so dass der Bau erst 1807/1808 ausgeführt wurde. Die Pläne wurden durch den Lörracher Werkmeister J.J. von Rebstock im Weinbrenner-Stil erstellt. Die Synagoge wurde in der Teichgasse errichtet, das genaue Einweihungsdatum ist unbekannt.
1884 wurde aus der jüdischen Gemeinde der Wunsch nach einer Sanierung der Synagoge laut, die 1889 beschlossen wurde. Am 29. Juli 1899 erfolgte die Einweihung der renovierten Synagoge durch den Bezirksrabbiner Lewin. In den 1920er-Jahren wurde die Synagoge nochmals saniert.

### Zerstörung durch die Nationalsozialisten

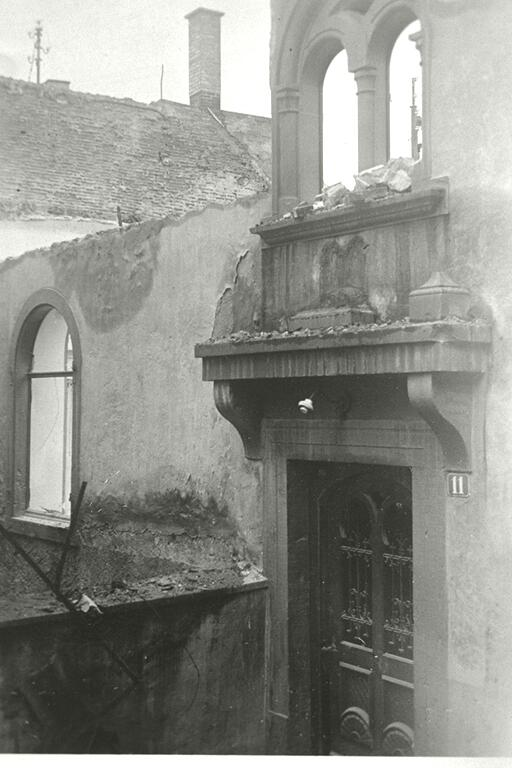
Zerstörte Synagoge in Lörrach

Während der Novemberpogrome 1938 erfolgte durch ein Fernschreiben der NSDAP-Parteizentrale in Stuttgart in den frühen Morgenstunden des 10. November der Befehl zum Angriff auf die Synagoge. Ein prominentes Mitglied der jüdischen Gemeinde wurde am 10. November gegen 5 Uhr morgens durch einen Mitarbeiter der Geheimen Staatspolizei gewarnt, dass die Synagoge zerstört werden würde. Daraufhin konnten die Torarollen noch in Sicherheit gebracht werden. Vor 9 Uhr drangen bereits Mitarbeiter des Sicherheitsdienstes des Reichsführers SS in die Synagoge ein und beschlagnahmten Kultgegenstände. Gegen 9 Uhr kamen etwa 30 Männer der SA und zerstörten zunächst die Einrichtung der Synagoge. Der Altar, steinerne Gebetstafeln und der Kronleuchter wurden zerschlagen. Danach wurden die Fenster und das Dach stark beschädigt und im Treppenhaus Feuer gelegt. Das Feuer wurde gelöscht und auch die nachmittags durch Mitarbeiter der Stadt vorbereitete Sprengung des stark beschädigten Baus wurde nicht ausgeführt, da man bei der engen Bebauung eine Schädigung der Nachbarhäuser befürchtete.

### Seit 1939
Die Stadt Lörrach kaufte im März 1939 die abbruchreife Synagoge von der jüdischen Gemeinde und ließ sie im Frühjahr 1939 abreißen.
1946 gab es ein gerichtliches Nachspiel. Der 1939 amtierende Lörracher Bürgermeister Reinhard Boos kam am 26. Juni 1947 wegen „Verbrechen gegen die Menschlichkeit in Tateinheit mit schwerem Hausfriedensbruch, Landfriedensbruch, Religionsbeschimpfung und gemeinschädlicher Sachbeschädigung und Zerstörung von Bauwerken“ in Internierungshaft. Der Prozess gegen ihn und andere Beteiligte begann im Juli 1947 vor dem Landgericht Freiburg. Der Vorwurf, dass Boos der Rädelsführer des Lörracher November-Pogroms gewesen sei, wurde vom Gericht als nicht zweifelsfrei erwiesen angesehen, weshalb in allen Punkten ein Freispruch mangels Beweisen erfolgte. Das Urteil löste damals bei Teilen der Bevölkerung Empörung aus und wurde als Justizskandal angesehen. Das badische Oberlandesgericht hob das Urteil am 20. Februar 1948 auf und verwies den Fall zurück an das Landgericht. Im Februar 1949 wurde Boos auch im Revisionsverfahren mangels Beweisen freigesprochen. Ein durch Fotografien klar überführter Mitangeklagter erhielt eine Gefängnisstrafe von acht Monaten, die im September 1949 in eine Bewährungsstrafe umgewandelt wurde.

Gedenktafel

Nach dem Krieg wurde das ehemalige Synagogen-Grundstück wieder bebaut. Dort wurde 1976 eine Gedenktafel errichtet. Sie ist Teil des später entstandenen Lörracher Skulpturenwegs. Seit 2008 gibt es unweit der Stelle, an der die alte Synagoge stand, die neue Synagoge Lörrach. Seit dem Frühjahr 2011 ergänzt eine Gedenkstele, unweit dem Standort der Alten Synagoge, an der Ecke Teich- und Spitalstraße die Erinnerung an die Deportation der Lörracher Juden.